# Arizona State Route 98
Die Arizona State Route 98 (kurz AZ 98) ist eine State Route im US-Bundesstaat Arizona, die in Ost-West-Richtung verläuft. Die rund 67 Meilen (108 km) lange Straße beginnt am U.S. Highway 89 in Page und endet am U.S. Highway 160 östlich von Cow Springs.
Die State Route führt zum Großteil durch dünnbesiedelte Gebiete sowie durch die Navajo Indian Reservation.

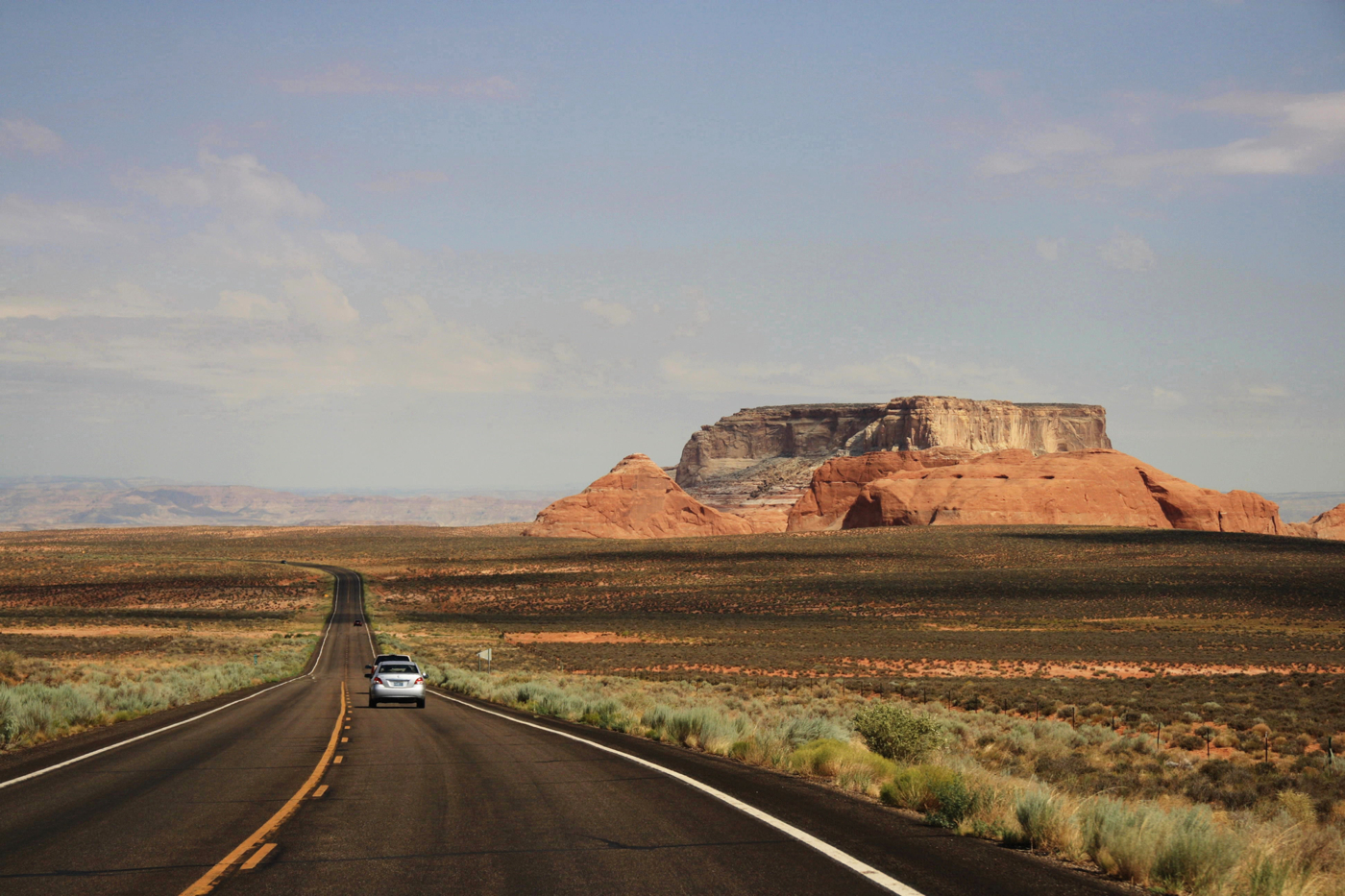
Östlich von Page wird karges Wüstengebiet durchquert

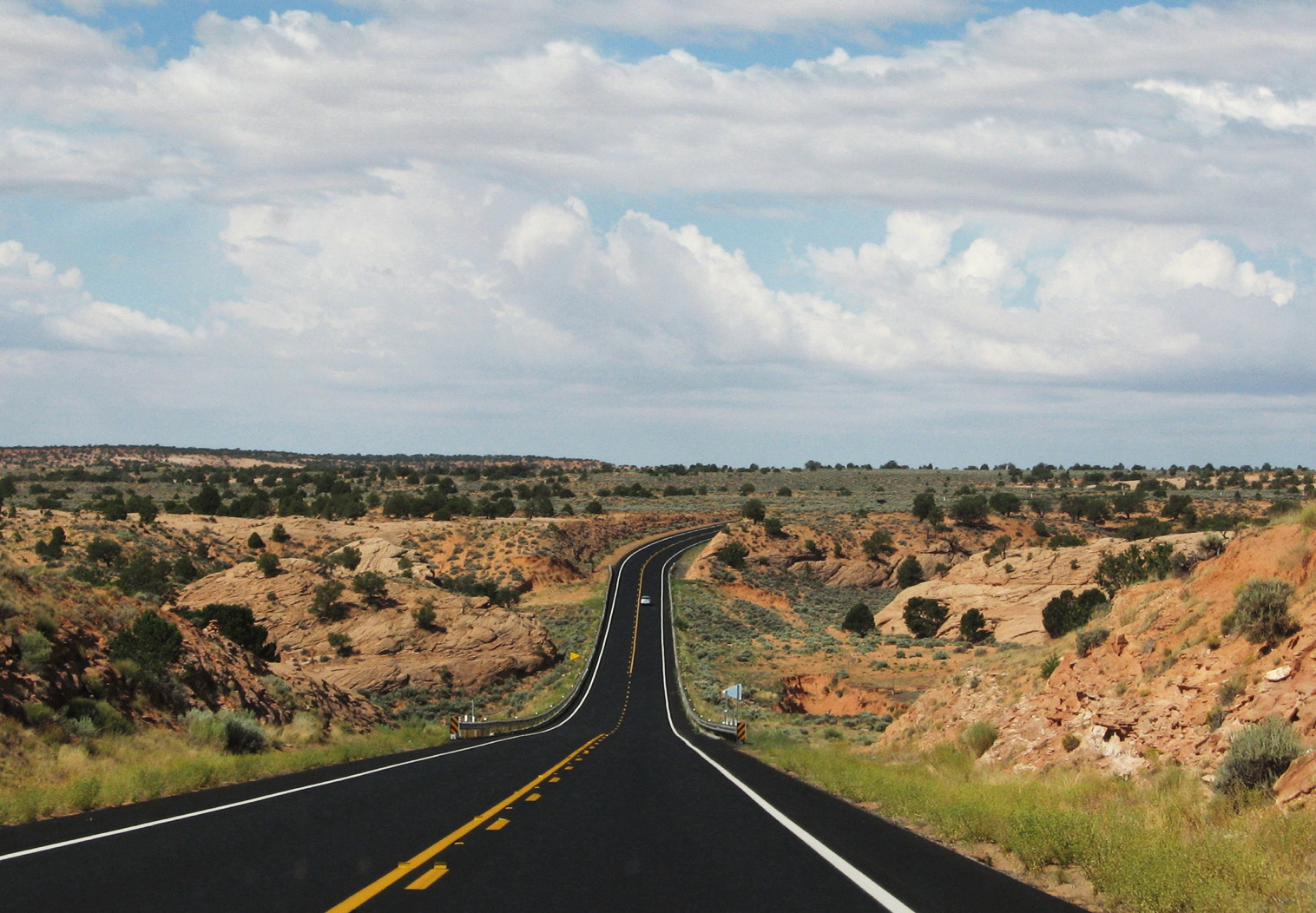
Bei Kaibito verläuft die AZ 98 durch eine Hügellandschaft

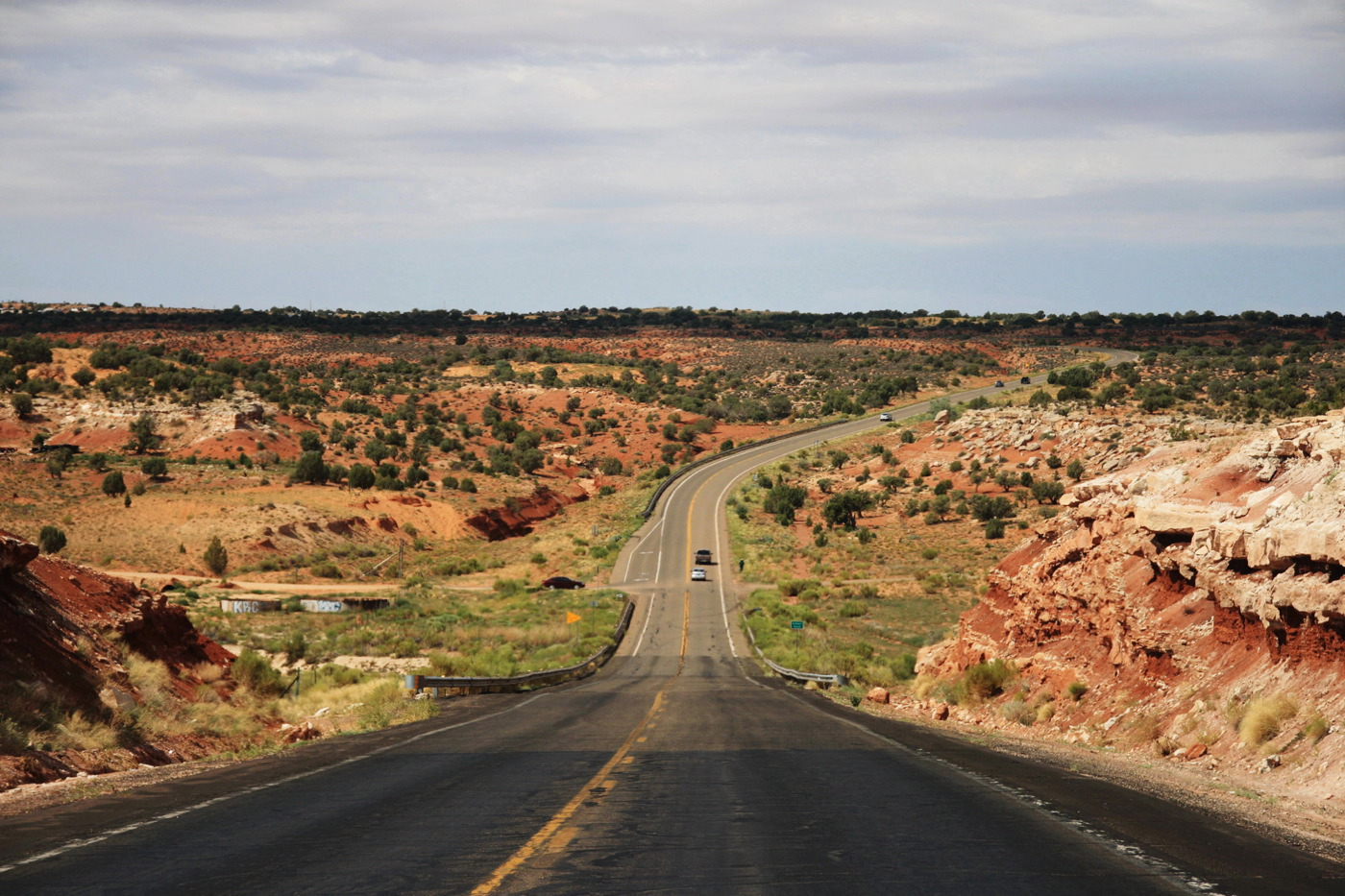
Straßenverlauf bei Shonto in Fahrtrichtung Westen

## Verlauf
Die Arizona State Route 98 beginnt südlich von Page an der Kreuzung mit dem U.S. Highway 89. Nach wenigen Meilen führt sie an dem kleinen Dorf Lechee vorbei. Weiter östlich passiert die Straße im Norden die Navajo Generating Station und durchschneidet den Antelope Canyon. Bis Kaibito verläuft die Trasse zunächst in südlicher Richtung parallel zu den Gleisen der Black Mesa and Lake Powell Railroad. Dabei wird hauptsächlich trockenes Wüstengebiet durchquert. Im Anschluss schwenkt die Straße in Richtung Südosten und windet sich in vielen Kurven durch eine hügelige Landschaft. Kurz vor der Kreuzung mit dem U.S. Highway 160 passiert die AZ 98 im Norden die Ortschaft Shonto.